# Parafia Świętych Cyryla i Metodego w Żyrardowie
Parafia Świętych Cyryla i Metodego w Żyrardowie – parafia rzymskokatolicka na terenie dekanatu Żyrardów w diecezji łowickiej. Powstała 15 października 1989 roku. Jest najmłodszą parafią w mieście i prowadzą ją salezjanie. 
Kościół parafialny mieści się przy ulicy Salezjańskiej 7. Został zbudowany w formie prostokąta i przykryty jest gwiaździstym, żelbetowym sklepieniem. 4 września 1990 roku został poświęcony przez kard. Józefa Glempa, a w 1995 roku miała miejsce jego rozbudowa. 